# Arnold Kegel
Arnold Kegel (Lennox (Dakota del Sud), 21 febbraio 1894 – 1º marzo 1972) è stato un ginecologo statunitense, Professore Associato di Ginecologia presso l'Università di Southern California School of Medicine.

## Biografia
Egli è stato il ginecologo che ha inventato il Manometro perineale o Manometro di Kegel, questo manometro viene usato per misurate il tono dei muscoli del pavimento pelvico. Inoltre egli mise a punto gli esercizi riabilitativi che da lui prendono il nome: gli esercizi di Kegel.
Questi vengono proposti come trattamento non chirurgico di per trattamento di prima linea dell'incontinenza urinaria da sforzo e del prolasso uterino femminile,
Questo approccio terapeutico, tra gli altri, è stato di recente confermato da revisioni sistematiche di studi randomizzati (RCT) da parte della Cochrane Collaboration Library.
Kegel ha pubblicato per la prima volta le sue ricerche nel 1948, ed ha prodotto negli anni una serie di importanti lavori sull'argomento. Individuando nel 1952 l'importanza del ruolo del muscolo pubococcigeo sulla funzione sessuale. La sua ultima pubblicazione scientifica risale al 1960.